# Campania din Rusia (1812)
Invazia franceză a Imperiului Rus a fost un conflict militar din cadrul războaielor napoleoniene, care a opus Imperiul Rus, pe de o parte, Franței și aliaților săi, pe de altă parte. Conflagrația s-a derulat între 24 iunie și 12 decembrie 1812, cuprinzând operațiuni militare pe mai multe teatre: teatrul principal, de la râul Neman până la Moscova, precum și două teatre secundare, pe flancurile celui principal: unul în nord, între Dvina și Neman, și altul în sud, în zona Volîniei.
Anii 1811 și 1812 aduc schimbări majore în geopolitica europeană, marcată cu precădere de înrăutățirea relațiilor dintre Franța și Imperiul Rus, în special din cauza nerespectării de către țar a acordurilor Tratatului de la Tilsit și a Sistemului continental impus de Napoleon I. Acest lucru a dus la concentrarea treptată de forțe la granița dintre Rusia și Ducatul Varșoviei, un satelit al Imperiului Francez, fapt ce permite la rândul său, în contextul războiului peninsular, forțelor britanice și celor portugheze să declanșeze o nouă contraofensivă în Spania la începutul anului 1812. Din cauza aceasta, resursele francezilor din peninsulă vor fi întinse la maximum. De asemenea, Imperiul Rus încheie un tratat de pace cu Imperiul Otoman, fapt ce îi permite să aducă mai multe trupe la granița de vest.
Napoleon încearcă să împiedice escaladarea conflictului prin metode pașnice, însă rușii cer ca Împăratul să își retragă trupele în spatele Oderului pentru ca aceștia să se așeze la masa negocierilor. Deoarece aceasta nu era o alternativă viabilă pentru francezi, aceștia trec râul Neman în Rusia pe data de 24 iunie, cu gândul de a obține o victorie rapidă. Însă aceasta le este refuzată de către cele două armate ruse, care se retrag treptat înainte de a face joncțiunea la Smolensk. Aici are loc o bătălie indecisă, a doua zi armata rusă retrăgându-se la ordinele lui Barclay de Tolly. Deoarece comandantul rus a refuzat să continue lupta la Smolensk, țarul îl înlocuiește cu Mihail Kutuzov, care decide să oprească înaintarea lui Napoleon la 125 km vest de Moscova, lângă localitatea Borodino. În bătălia care a urmat, francezii eliberează drumul către capitala Rusiei, însă cu prețul unor pierderi enorme de ambele părți. Deși Napoleon reușește în cele din urmă să ocupe Moscova, forțele sale trebuie să evacueze orașul deoarece acesta arde din temelii, lăsând soldații fără posibilități de încartiruire. În consecință, Împăratul ordonă retragerea generală către Neman, armata franceză fiind constant urmărită de către cea rusă, refăcută între timp la baza de la Tarutino. Sute de mii de soldați ai Grande Armée cad prizonieri în mâinile cazacilor sau devin victime ale cumplitei ierni rusești, care nu iartă nici armata rusă. După ce Napoleon reușește să scape din încercuirea rușilor în bătălia de la Berezina, ultimele unități decimate din ariergarda franceză traversează râul Neman pe 12 decembrie, punând astfel capăt campaniei din 1812.
În anul care a urmat, o nouă coaliție se formează împotriva Imperiului Francez, alcătuită din Imperiul Rus, Suedia, Marea Britanie și foștii aliați, Imperiul Austriac și Regatul Prusiei. Profitând de pierderile uriașe suferite de Marea Armată (în special la nivelul cavaleriei), dar și de superioritatea numerică a acestora, membrii coaliției, după o campanie care a durat doi ani, reușesc să ajungă la porțile Parisului și să forțeze abdicarea lui Napoleon.
Uriașul impact pe care l-a avut acest război în coștiința rusă poate fi recunoscut după  romanul Război și pace al lui Lev Tolstoi și Uvertura 1812 a lui Ceaikovski, dar și după folosirea în scopuri propagandistice a denumirii de Marele Război pentru Apărarea Patriei dat luptei împotriva invaziei germane a URSS din 1941-1945.

## Denumiri
Până în 1941, invazia lui Napoleon era cunoscută în Rusia ca Războiul Patriotic (în limba rusă Отечественная война - Otecestvennaia Voina), iar termenul de Războiul Patriotic din 1812 a fost folosit pentru a-l deosebi de Marele Război Patriotic – campania de pe frontul de răsărit din al doilea război mondial. În Rusia, invazia napoleoniană mai este denumită câteodată și Războiul din 1812, ceea ce poate crea confuzie cu Războiul din 1812 dintre Regatul Unit și Statele Unite ale Americii.

## Invazia

### Armatele beligerante

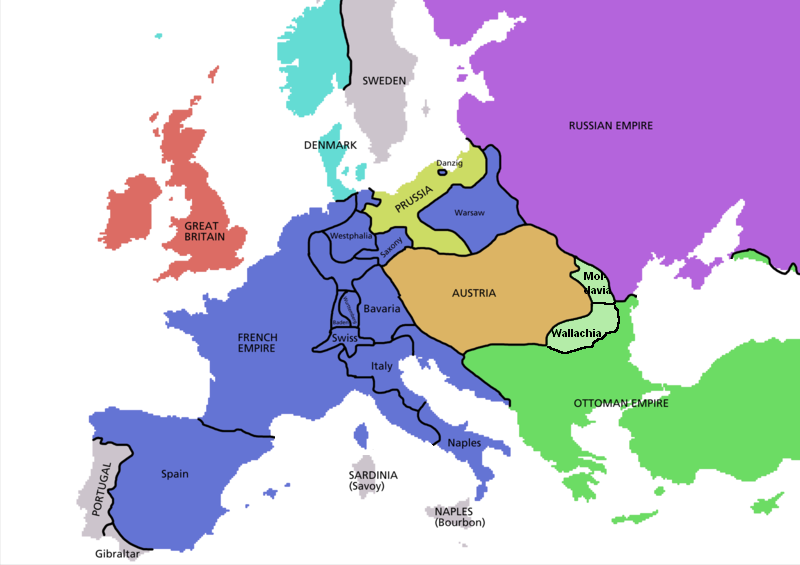
Europa în 1812

Pe 24 iunie 1812, Grande Armée, cu un efectiv de 691.501 de oameni, cea mai mare armată mobilizată până în acel moment dat în istoria europeană, a traversat râul Neman și s-a îndreptat către Moscova. 
În plus, 80.000 de membri ai gărzii naționale au fost mobilizați pentru apărarea frontierei imperiale a Marelui Ducat al Varșoviei. Cu aceștia din urmă, numărul total al forțelor franceze aflate la granița Rusiei se ridica la 771.500 de oameni. Acestă concentrare de trupe a secătuit toate resursele imperiului, ținând seama că mai erau 300.000 de soldați francezi implicați în luptele din Peninsula Iberică și alți 200.000 în cele din Germania și Italia. 
Din totalul de 691.501 de soldați, 450.000 erau soldați francezi, restul fiind aliați ai francezilor. În plus față de ce corpurile detașate ale austriecilor de sub comanda lui Schwarzenberg mai erau 95.000 polonezi, 90.000 germani (24.000 bavarezi, 20.000 saxoni, 20.000 prusaci, 17.000 westfalieni, câteva mii din Confederația Rinului, 25.000 italieni, 12.000 elvețieni, 4.800 spanioli, 3.500 croați și 2.000 portughezi. De asemenea, mai erau contingente de olandezi și belgieni. Practic, fiecare naționalitate din marele Imperiu napoleonian avea reprezentanți în acestă armată.
În conformitate cu cele mai noi estimări,  armata rusă era mai puțin numeroasă decât cea franceză la începutul atacului. Aproximativ 280.000 de soldați ruși erau mobilizați la frontiera poloneză, (țarul Alexandru plănuise să invadeze satelitul Franței, Marele Ducat al Varșoviei). Totalul efectivelor armatei ruse se cifra la aproximativ 500.000 de soldați în ajunul războiului, (există estimări mai prudente, de 350.000 de soldați, sau mai hazardate, de 710.000 de oameni, o cifră de mijloc fiind mai probabilă). Forțele ruse erau împărțite între trei armate principale: "Armata I de vest", sub comanda generalului Mihail Barclay de Tolly) cu aproximativ 159.800 de oameni, "Armata a II-a de vest", comandată de generalul Piotr Ivanovici Bagration, cu aproximativ 62.000 de oameni, și "Armată a III-a de vest", comandată de generalul Alexandr Tormasov, cu aproximativ 58.200 soldați. Existau două armate de rezervă de 65.000, respectiv 47.000 de oameni, care sprijineau cele trei armate principale. În fața atacului principal napoleonian erau amplasați apoximativ 392.000 de oameni. În plus, ca urmare a semnării unor tratate de pace, Sankt Peterburgul avea asigurată securitatea, ceea ce mai elibera pe cei aproximativ 100.000 de sodați aflați în zonă. S-au făcut eforturi uriașe pentru mobilizarea tuturor rezervelor disponibile și, până în septembrie, efectivele rusești ajunsesere până la aproximativ 900.000 de soldați, în afară de unităților neregulate de cazaci, care numărau între 70.000 până la 80.000 de soldați.

### Marșul către Moscova

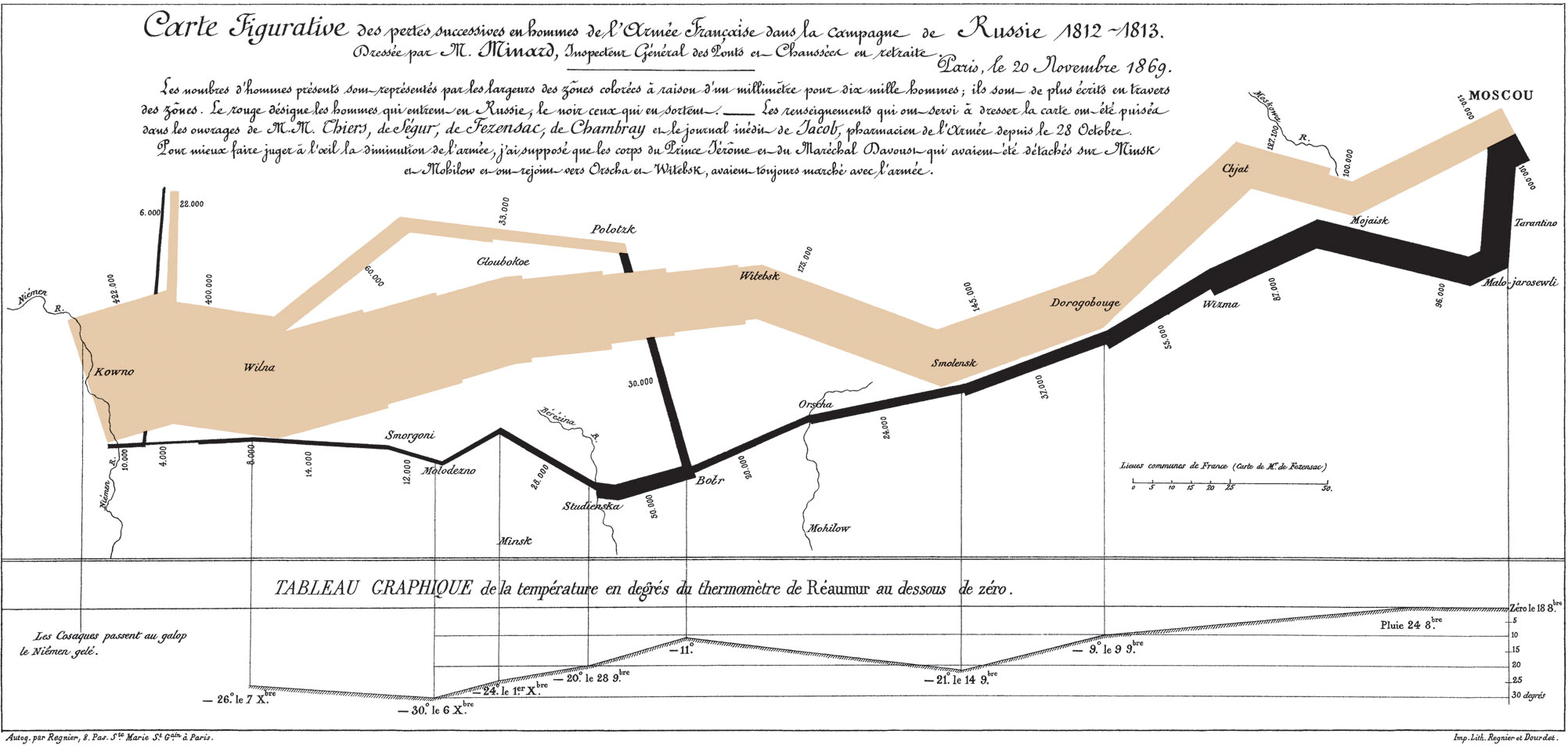
Graficul lui Charles Minard arătând puterea Grande Armée în timpul marșului către Moscova și la retragere, cu temperaturile (în grade Réaumur), cu scala temperaturilor în partea de jos a graficului (-30°Réaumur = -37.5° Celsius).

Invazia a început pe 23 iunie 1812. Napoleon și-a trimis la Sankt Peterburg oferta finală de pace cu scurtă vreme înaintea declanșării atacului. Nu a primit niciun răspuns, așa că a fost dat ordinul de ocupare a Poloniei Rusești. Francezii au întâmpinat la început o rezistența slabă și au avansat rapid în teritoriul inamic. Barclay, comandatul suprem rus, a refuzat să lupte, în ciuda cererilor lui Bagration. Bagration a încercat de câteva ori să oprească înaintare franceză cu linii de apărare puternice, dar de fiecare dată avansarea rapidă a francezilor nu i-a lăsat timp generalului rus să-și organizeze defensiva, și l-a obligat să se retragă de fiecare dată. În timpul retragerilor, rușii au folosit tactica pământului pârjolit, acțiunile lor din 1812 fiind un exemplu clasic folosit în manualele de tactică militară. 
Presiunea politică exercitată asupra lui Barclay pentru a angaja în armata într-o mare bătălie hotărâtoare și pozițiile critice ale generalilor săi au dus la înlocuirea lui cu mult mai popularul Mihail Kutuzov. În ciuda retoricii sale războinice, Kutuzov a continuat să acționeze ca predecesorul său, dându-și seama că înfruntarea forțelor franceze într-o bătălie în câmp deschis ar fi dus la sacrificarea fără rost a numeroși soldați. El a reușit până la urmă să stabilească o poziție defensivă puternică la Borodino, după o luptă indecisă în zona Smolenskului, 16 – 18 august. Bătălia de la Borodino de pe 7 septembrie a fost cea mai sângeroasă luptă a războaielor napoleoniene și una dintre cele mai sângeroase ale istorie mondiale. Rușii nu au reușit să aducă pe câmpul de luptă decât jumate dintre efectivele de care dispuneau și, pe 8 septembrie, au fost nevoiți să se retragă, lăsând liber drumul către Moscova. Kutuzov a ordonat evacuarea capitalei. 

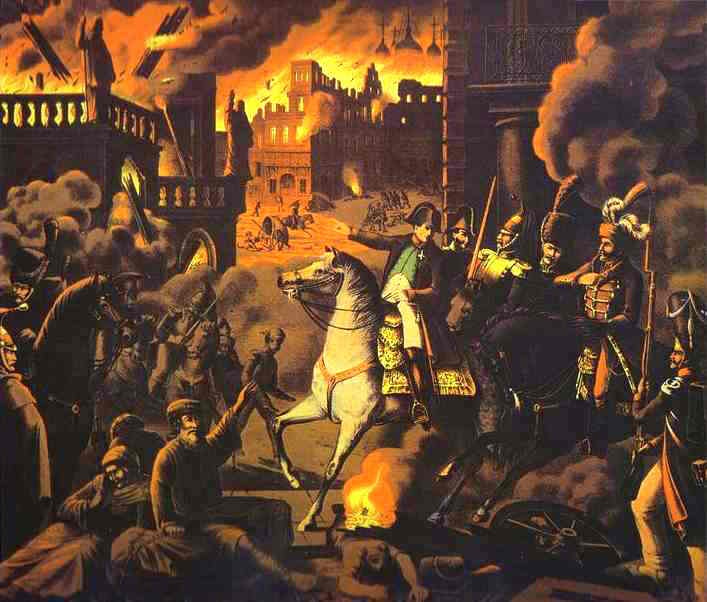
Francezii în Moscova

După acest moment, rușii au reușit să mobilizeze un mare număr de trupe de rezervă, cee ce a dus totalul trupelor ruse la aproximativ 904.000 de soldați, cu aproximativ 100.000 de oameni în imediata apropiere a  Moscovei, rămășițele armatelor înfrânte la Borodino și unele întăriri

### Ocuparea Moscovei
Napoleon a intrat într-un oraș din care fuseseră evacuate toate rezervele de alimente și combustibili la ordinul guvernatorululi Fiodor Rostopcin. Bazându-se pe regulile clasice ale războiului, conform cărora ocuparea capitalei inamicului echivala cu victoria, (deși trebuie spus că în acele vremuri Moscova era numai capitala economică a Rusiei, curtea imperială și guvernul avându-și sediile la Sankt Peterburg), Napoleon s-a așteptat ca țarul Alexandru I să ceară pacea, dar niciun comandat rus nu se gândea la capitulare, ci numai la victorie. 
Între 14 și 18 septembrie (stil nou), Moscova a fost incendiată. Orașul, ale cărui clădiri erau construite în principal din lemn, a fost distrus aproape în întregime, lăsându-i pe francezi practic fără posibilități de încartiruire. Se presupune că incendierea orașului a fost opera sabotorilor ruși. Mai apoi, mai înainte de a părăsi orașul răvășit de incendii, Napoleon a dat ordinul ca toate  clădirile rămase neatinse, inclusiv Kremlinul, să fie incendiate. În plus, soldații Marii Armate, nemulțumiți de condițiile generale și fără perspectiva victoriei, au început să jefuiască ce mai rămăsese valoros în oraș. În decursul agonizatei retrageri din Rusia,  cele mai multe lucruri jefuite au fost abandonate. 
Napoleon avea să remarce mai târziu că, dacă ar fi plecat cu două săptămâni mai devreme din Moscova, ar fi reușit să distrugă armata lui Kutuzov încartiruită în apropiere de Tarutino. O asemenea mișcare nu ar fi înfrânt Rusia, dar ar fi împrăștiat singura armată capabilă să se opună în acel moment francezilor.

### Retragerea

Retragerea lui Napoleon din Moscova, pictură de Adolph Northern

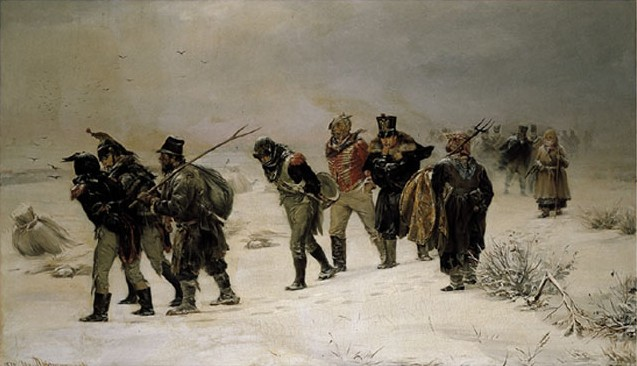
"În 1812", pictură de Illarion Prianișnikov.

Napoleon a fost silit să se retragă din orașul aflat în ruine, fără să fi reușit să obțină capitularea rușilor, în timp ce atacurile inamicilor nu-i dădeau pace. În timpul bătăliei de la Maloiaroslaveț, Kutuzov a reușit să forțeze armata franceză să folosească același drum pârjolit al Smolenskului pe care sosiseră din vest. Continuând să blocheze flancul sudic pentru a-i împiedica pe francezi să aleagă alt drum, Kutuzov a  împânzit zona cu subunități de partizani, care tăiau toate posibilitățile de aprovizionare ale armatei napoleoniene și atacau toate subunitățile rătăcite. Cavaleria ușoară rusă, inclusiv cavaleriști cazaci, excelau în asemenea acțiuni de partizani. 
Aprovizionarea armatei franceze a devenit imposibilă, lipsa de iarbă a slăbit puținii cai rămași în viață, care au fost până în cele din urmă măcelăriți pentru hrana soldaților înfometați. Fără cai, cavaleria franceză a încetat să existe, iar cavaleriștii au fost nevoiți să continue marșul pedestru. În plus, lipsa cailor a dus la abandonarea tunurilor și căruțelor, lăsând armata fără sprijinul artileriei și fără convoaie de aprovizionare. Deși în 1813 armata a fost capabilă să refacă parcul de tunuri, abandonarea căruțelor a creat o uriașă problemă logistică pentru restul războiului. Foametea și bolile au făcut numeroase victime, iar rata dezertărilor a crescut alarmant. Cei mai mulți dezertori au fost prinși de țărani, care i-au ucis fără nicio formalitate. Traversarea râului a adus o altă înfrângere importantă la Berezina, atunci când Kutuzov a hotărât că momentul este potrivit pentru o bătălie decisivă, a atacat și a zdrobit acea parte a armatei care nu reușise să traverseze încă podul peste râu. 
La începutul lunii decembrie 1812, Napoleon a aflat că în țară, generalul Claude François de Malet  a încercat să dea o lovitură de stat. El a abandonat armata și s-a reîntors în grabă în Franța, lăsâdu-l la comandă pe mareșalul Joachim Murat. Murat a părăsit armata pentru a-și salva la rândul lui domnia în regatul Neapolelui lăsându-l la comandă pe Eugene de Beauharnais.
În săptămânile care au urmat, resturile Marii Armate au fost atacate fără încetare, iar, pe 14 decembrie 1812, ultimii soldați francezi au fost alungați de pe teritoriul rus. Numai aproximativ 22.000 de soldați dintre cei care începuseră campania au mai supraviețuit. Pierderile rușilor în cele câtva bătălii directe au fost comparabile cu cele ale francezilor, dar pierderile de vieți ale civililor în zonele devastate de război au fost mult mai mari decât pierderile suferite de armată. În total, spre deosebire de estimări mai vechi, care dădeau cifre de câteva milioane de morți, se pare că au murit aproximativ un milion de oameni, împărțiți în mod egal între cele două părți beligerante. Pierderile militare s-au cifrat la aproximativ 300.000 de francezi, 70.000 de polonezi, 50.000 de italieni, 80.000 de germani și, probabil 450.000 de ruși. Francezii au mai pierdut aproximativ 200.000 de cai și peste 1.000 de piese de artilerie.

### Evaluări istorice

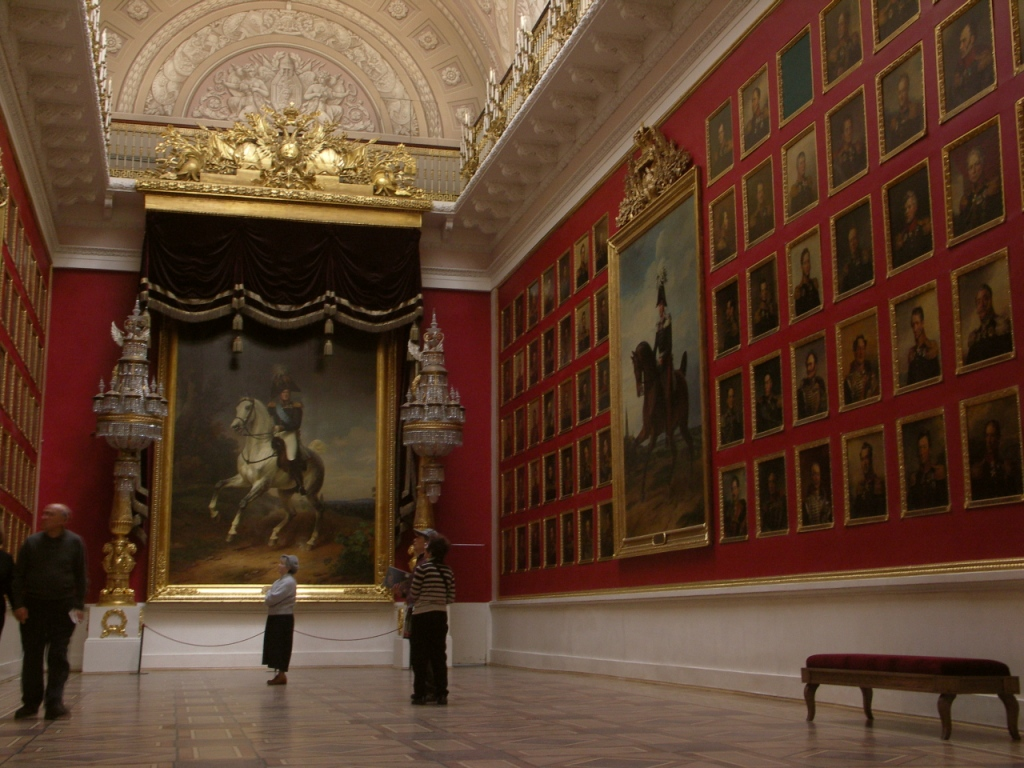
Galeria de onoare din Palatul de Iarnă, cu portretele eroilor militari de război.

Victoria rușilor împotriva francezilor în 1812 a fost o lovitură uriașă dată ambițiilor lui Napoleon de dominare a Europei. La fel precum catastrofica înfrângere a puterii navale franceze în bătălia de la Trafalgar din 1805, campania din Rusia a fost un punct de turnură al războaielor napoleoniene, care au dus în cele din urmă la înfrângerea definitivă a lui Napoleon și la exilul lui în Insula Elba. Pentru Rusia, termenul "Отечественная война – război patriotic" a devenit un simbol care a întărit identitatea națională, care avea să aibă un efect uriaș asupra patriotismului rus în secolul al XIX-lea. Rezultatul indirect al mișcării patriotice a rușilor a fost o uriașă dorință de modernizare a țării, ceea ce va duce la o serie de revoluții, începând cu Revolta Decembriștilor și încheind cu Revoluția din Februarie 1917. 
Napoleon nu a fost înfrânt definitiv în Rusia. În anul următor, împăratul a strâns o armată de aproximativ 400.000 de francezi sprijiniți de un sfert de milion de alți aliați, cu care a contrabalansat puterea Germaniei. Numai în Bătălia Națiunilor (16 – 19 octombrie 1813) Napoleon a fost înfrânt în mod hotărâtor. Campania din Rusia a demonstrat că Napoleon nu este invincibil. După această înfrângere și întărâtați de naționaliștii prusaci și de ruși, naționaliștii germani s-au revoltat în toată Confederația Rinului și Prusia. Campania naționaliștilor germani nu ar fi avut același efect  fără înfrângerea francezilor din Rusia.